# Kamionki (Kozłowo)
Kamionki (deutsch Adlig Kamiontken, 1932 bis 1945 Steintal) ist ein Dorf in der polnischen Woiwodschaft Ermland-Masuren. Es gehört zur Gmina Kozłowo (Landgemeinde Groß Koslau, 1938 bis 1945 Großkosel) im Powiat Nidzicki (Kreis Neidenburg).

## Geographische Lage
Kamionki liegt im Südwesten der Woiwodschaft Ermland-Masuren, 15 Kilometer westlich der Kreisstadt Nidzica (deutsch Neidenburg)

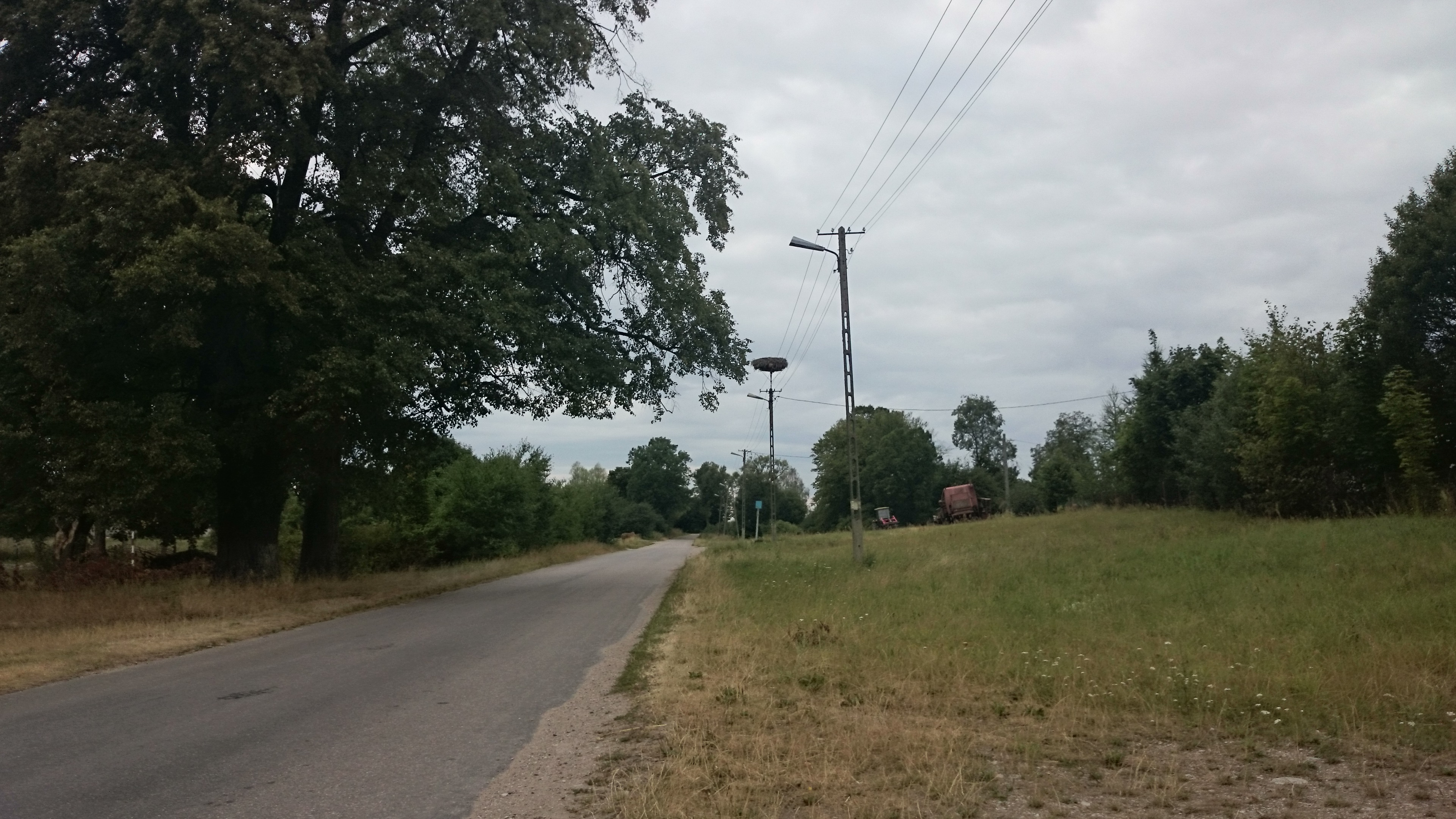
Dorfstraße mit Storchennest in Kamionki

## Geschichte
1371 ist das Gründungsjahr des kleinen Dorfs Camiontken, das sich vor 1871 Adlig Camiontken, nach 1871 Adlig Kamiontken nannte und später durch seine Windmühle überregionale Bedeutung erlangte. 1874 wurde es in den neu errichteten Amtsbezirk Groß Schläfken (polnisch Sławka Wielka) im ostpreußischen Kreis Neidenburg eingegliedert. 200 Einwohner waren in Adlig Kamiontken 1910 gemeldet.
Am 8. Oktober 1932 wurde Adlig Kamiontken in „Steintal“ umbenannt. Die Einwohnerzahl belief sich 1933 auf 217 und 1939 auf 225.
Als 1945 in Kriegsfolge das gesamte südliche Ostpreußen an Polen kam, war auch Steintal davon betroffen. Das Dorf erhielt die polnische Bezeichnung „Kamionki“ und ist heute – als Sitz eines Schulzenamts (polnisch Sołectwo) – eine Ortschaft im Verbund der Gmina Kozłowo (Landgemeinde Groß Koslau, 1938 bis 1945 Großkosel) im Powiat Nidzicki (Kreis Neidenburg), bis 1998 der Woiwodschaft Olsztyn, seither der Woiwodschaft Ermland-Masuren zugehörig. Im Jahre 2011 zählte Kamionki 74 Einwohner.

## Kirche
Bis 1945 war Adlig Kamiontken resp. Steintal in die evangelische Kirche Thalheim in der Kirchenprovinz Ostpreußen der Kirche der Altpreußischen Union, außerdem in die römisch-katholische Kirche Thurau (polnisch Turowo) eingepfarrt.

## Verkehr
Kamionki liegt an einer Nebenstraße, die den Südwesten der Woiwodschaft Ermland-Masuren in Nord-Süd-Richtung durchzieht und verkehrsgünstig die Woiwodschaftsstraßen 537, 538; 544 und 545 miteinander verbindet. Außerdem führt eine Verbindungsstraße vom Kownatkensee (1938 bis 1945 Kaunensee, polnisch Jezioro Kownatki) über Siemianowo (Siemienau) nach Kamionki. Eine Anbindung an den Bahnverkehr besteht nicht.
Heute gehört Kamionki zur katholischen Kirche Dziurdziewo, einer Filialkirche der Pfarrei Szkotowo (Skottau) im Erzbistum Ermland. Die evangelischen Einwohner orientieren sich zur Kirche Nidzica mit der Filialgemeinde in Gardyny (Groß Gardienen) innerhalb der Diözese Masuren der Evangelisch-Augsburgischen Kirche in Polen.